# Mary Kelly (håndboldspiller)
Mary Kelly (født 1. januar 1985) er en australsk håndboldspiller. Hun spiller på Australiens håndboldlandshold, og deltog under VM 2011 i Brasilien.